# Bundera emeiana
Bundera emeiana är en insektsart som beskrevs av Li och Wang 1994. Bundera emeiana ingår i släktet Bundera och familjen dvärgstritar. Inga underarter finns listade i Catalogue of Life.